# コモディティ化
コモディティ化（コモディティか、英: commoditization (※)）とは、製品やサービスについて、性能・品質・創造性・ブランド力などに大差がなくなり、顧客からみて「どの会社の製品やサービスも似たようなもの」に見えるようになった状況、を意味するマーケティング用語。何かを単なるコモディティのように扱う行為、またはそうなるプロセス。コモディティー化、汎用品化とも呼ばれる。
なお英語の綴りが似ているが「en:commodification（日本語訳は「経済価値化」）とは概念や意味がまったく異なる（こちらのほうは経済学用語であり、マーケティング用語ではない。）。

## 概要
コモディティ化（英: commoditization）は、商品やサービスの質がメーカーごとの差をほとんど失い、まるでコモディティ（英：commodity）のような状態に見えている状態、およびそういう状態になる過程のことである。消費者にとってはどこのメーカーの品を購入しても品質に大差のない状態、およびそういう状態になることである（またどのサービス提供会社のサービスを利用しても大差ないように見えている状態になること）。あるカテゴリの商品やサービス、製造会社（やサービス提供会社）ごとの機能・品質などの差がほとんど無くなったように購入者からは見え、ほぼ同質化しているように見えている状態、およびそういう状態になる過程。
なおもともと英語の「コモディティ　commodity」は「日用品」程度の意味で、日用品というのは「あちらのメーカーもこちらのメーカーも似たような性質の製品を売っていて、さほど差があるわけではない」ものの典型・象徴だから、一種の比喩として「コモディティ化」と言うようになった。
コモディティ化が起きる原因
コモディティ化が起きる要因はいくつもある（後述）。まず、会社間の技術の均質化が次第に起きるからである。たとえばあるカテゴリについて最初は1～2社だけが作れて、他社は作れない状態、あるいは作ろうともしない状態であっても、その製品がよく売れるようになると、他社も「あの製品は売れているようだ」と気付くわけで、他社も儲けようとして続々とそのカテゴリに参入して類似の製品を製造するようになる。最初は先行する会社だけの技術の質が高くても、人間や会社というのは「模倣する能力」というのがあるので、後発の会社群は先行する会社の製品を研究して、じわじわと技術の質を近づけてゆくのである。
コモディティ化の結果起きること
ある製品カテゴリでコモディティ化が起きると、購入者は「価格の安さ」や「購入のしやすさ」のみを基準に製品を選びがちになる。
あるサービス・カテゴリで起きると、利用者は「料金の安さ」や「サービス利用のしやすさ」のみを基準にサービスを選びがちになる。
メーカー側はその時々に影響がごく小さい範囲でコストダウン措置を行うが、長期的にはその累積で昔日とは似ても似つかぬ安物と化してしまうといったことが生じうる。食料品ならパッケージ内容量の減少、廉価な植物油への置き換えや多種の食品添加物の使用。パソコンでカタログ性能に現れないキーボードや筐体の作りといったことがある。

## コモディティ化の要因
コモディティ化に至る原因はいくつか存在するが、その理由は一様ではない。製品カテゴリにもよってさまざまな要素も関係しあい、相互にコモディティ化を推進している場合がある。

### 「特許切れ」と技術の陳腐化
特に「特許切れ」（特許認定から一定の年数が立ち、「特許期限」を迎え、その技術を誰でも使ってよい状態になること）が起きると、コモディティ化が極端に進む。もともとイノベーターで特許取得によって、その技術を他社が使用できないように牽制し（勝手に使う他社があれば訴訟を起こして、使用を差し止める）、競合会社が市場に新規参入することを防いでいても、「特許切れ」になってしまうと、もう訴訟も起こせず「参入障壁」が一気に消滅してしまい、短い年数でコモディティ化が起きる。「特許切れ」が起きると、誰でも技術を使用してよいので「技術の陳腐化」が激しくなり、製造に簡単に参入できるようになる。
具体例は際限ないほどある。たとえばジェネリック医薬品も例のひとつとして挙げられる。またネオジム磁石のコモディティ化も挙げることができる。

### 規格や仕様の存在する製品群・市場
コンピュータや通信関連の主にハードウェア機器に顕著な傾向であるが、これらの製品はメーカーによる機能や品質の差はほとんどなく、同じように操作・処理ができ、同じように通信網に接続できることが条件として求められる。したがって、通信規格など基本仕様に則っていない製品は事実上、市場に投入することができず、結果的に製品が平準化されてくる。コンピュータネットワーク関連機器などはこの傾向が顕著であり、サーバ製品も併せてコモディティ化回避のための各社の技術開発が盛んではあるが、規格争いのような市場の混乱を誘発させる事象もしばしば発生する。
規格化に関しては、コンピュータ関連や通信以外にも、記録媒体としてのメディアの規格が合わないと利用できない機器の分野にも発生する。例を挙げればVHSのビデオデッキやCD・DVDのプレーヤーなどがこれに該当し、再生品質の程度を別にすれば廉価な製品の内にコモディティ化の著しい製品群が見いだせる。

### モジュール化
製品を構築する要素がモジュールとしてすでに市場に存在し、製品として流通している場合は、メーカーにとって同等のモジュールを一から自社開発するよりも安上がりである。このため所定の機能を持つモジュールが所定の目的に使われる製品に組み込まれることとなるが、その結果として同じモジュール同士で構成された製品は、メーカーの別なく同程度の性能しか持たなくなる。また、モジュールの業界規格化が進んでいる場合には、モジュールの設計・開発はモジュールのメーカーに一任し、製造業者はモジュール組立業に特化することで高度な専門職である設計開発の部門そのものを省略することも可能になる。この傾向が強い分野の一つにはパーソナルコンピュータがある。さらには、このモジュールが大量生産と型落ちなどを理由として廉価に流通している場合、これらを大量仕入れなどでさらに廉価に入手、製品に組み立てることで製品単価を押し下げることが可能となる。
典型的な例としてはホワイトボックスパソコンがある。パソコンはさまざまなモジュール化された部品を組み合わせて製造されるが、ローエンド帯の製品では構成パーツの一部にローエンド向けではなく中上位（メインストリーム）モデルの型落ち品などが用いられることがある。

### 基準・法制度
安全基準のように、満たさなければならない性能の下限があらかじめ存在しており、それを満たせばよい場合には、その基準を満たした製品だけが市場に流通する点で、コモディティ化が発生する。新製品について性能試験が行われ、これに合格しなければ流通できない制度になっている場合はなおさらである。
例えばオートバイ乗車用ヘルメットは、そういった安全基準を満たす必要性においてコモディティ化の傾向が強く、ミニバイク（原付バイク）用乗車ヘルメットは、ホームセンターなどに行くと構造は簡素ながら有名メーカーの製品とは段違いに廉価な製品が並んでいる。当然廉価であっても法令で決められている安全基準は満たしているため、使用においてなんの問題も発生しない。これに対して、有名メーカーの高価格な製品は、高価格な素材の採用、着用時の快適性や意匠性、著名レーサーが公式に同じ物を使っていたり、デザインや塗装に関しアドバイザリーを行なったりするタイアップ、国内の安全基準と比較してもはるかに厳格な国際的な安全基準への適合などで差別化を図り、人気獲得とブランドイメージの確立を図っている。

## コモディティ化の例
こういったコモディティ化の進行に伴う新興勢力の市場参入に関しては、日本では2000年代中頃より家電の分野が著しい。この分野では、従来先行していた大手家電メーカーの製品とほぼ同等の基本的機能が、モジュール化によって後発メーカーの製品でも比較的容易に実現させることが可能になった結果、国内外数多くの新興勢力の市場参入に繋がり、これらが投入してきたより低価格な製品はコモディティ化のさらなる進展をうながすことになった。中国の白物家電メーカーが海外進出を始めた当初、日本人の多くは「どうせ故障が多いんでしょ？」と鼻で笑っていた。専門家の間でも「日本の家電メーカーの地位は揺るがない」という見方が広まっていたので、これといった対策に動くことはなかった。「日本の優位性は揺るがない」と胸を張っていた時代から10年も経たず、「日本の白物家電は世界一」というのは思い出話になってしまった。

## コモディティ化戦略
コモディティ化戦略は、メーカーが自らコモディティ化を目指し、またコモディティ化されている部分からシェアの奪取・拡大を目指す経営・販売の戦略である。
例えば、パソコン用ソフトウェア販売会社のソースネクストは、すでにマイクロソフトがデファクトスタンダードを確立しているオフィススイートを始めとするアプリケーションソフトウェア（パッケージソフトウェア）分野の製品市場にスリムパッケージなど簡略化させたパッケージと既にマイクロソフト側に敗退して小さな市場に落ち着いていたメーカーや新興メーカーのソフトウェア製品などを低価格で販売することで切り込みを掛けている。こうしたコモディティ化戦略は、既存市場の高値寡占化傾向が根強いほど、一般大衆は低価格製品という選択肢を求めており、そこに市場開拓の余地があるはずという視点にもとづいて展開されてゆく。

## 情報処理業界とコモディティ化
情報処理の業界においては、規格化の一方でコモディティ化が進行しやすいのはすでに述べたとおりだが、そのいっぽうでバリュー・チェーンのどこかで脱コモディティ化が発生すると考えられている。これはクレイトン・クリステンセンの説によるが、技術面で頭打ちになるなどコモディティ化が進行すると、アフターサービスや調達性による差別化が発生、ここで消費者が所定のメーカー製品を選択するようになるというものである。

## コモディティ化に対抗する戦略
こういったコモディティ化を回避するためにしばしば戦略・戦術としては、最初にある新しい製品を作り出した会社・人の場合は、その製品技術や製造の技術が漏れないようにする、「自社がこのカテゴリの1番手で、他社がその技術を知らないなら、その技術を徹底的に隠す」ということである。たとえば競合会社の出現を抑え、何百年も続いている「老舗」の店（企業）というのは、しばしばその店の主力製品の技術を「秘中の秘（ひちゅうのひ）」（絶対に漏らしてはいけない秘密）として扱う。技術が漏れて世に広まってしまうのを防ぐために「一子相伝」（いっしそうでん）、つまり親からただ一人の子にだけ秘密を開示する、という方法、子供が何人もいても、ただ一人の子だけを選んでその子にだけ秘密を開示する、という手法を採用することもある。基本的に「一子相伝」された子（後継社長）だけが技術の秘密を知っていて、従業員にすら教えない、という方法を採用する（たとえ従業員でも、たとえ「秘密厳守」と社内指導しても、いろいろな誘惑手法を使われれば、簡単に秘密を漏らしてしまうからである。中には頼まれなくても酒など飲むと自分から自慢げにベラベラと秘密を明かしてしまう従業員もいる。だから本当に秘密を保持したかったら「一子相伝」という方法をとる）。
すでにコモディティ化が起きてしまった場合は、付加価値の付与による差別化戦略を採用する手法がある。差別化戦略は、近年のたいていの製品カテゴリの戦略として採用されている。ただし差別化戦略にも限界がある。たとえば企業の側が良かれと考えて過剰に機能を追加しても過剰性能で、消費者側から見ると魅力に見えない、ということも起きる。
「ブランドイメージ戦略」も、やがて各々のメーカーが同程度の力を注ぐようになるので、並列化するまでの時間稼ぎにしかならない。